# Nome (Dakota del Nord)
Nome és una població dels Estats Units a l'estat de Dakota del Nord. Segons el cens del 2000 tenia 70 habitants.

## Demografia
Segons el cens del 2000, Nome tenia 70 habitants, 31 habitatges, i 20 famílies. La densitat de població era de 65,9 hab./km².
Dels 31 habitatges en un 29% hi vivien nens de menys de 18 anys, en un 58,1% hi vivien parelles casades, en un 3,2% dones solteres, i en un 32,3% no eren unitats familiars. En el 32,3% dels habitatges hi vivien persones soles el 22,6% de les quals corresponia a persones de 65 anys o més que vivien soles. El nombre mitjà de persones vivint en cada habitatge era de 2,26 i el nombre mitjà de persones que vivien en cada família era de 2,86.
Per edats la població es repartia de la següent manera: un 25,7% tenia menys de 18 anys, un 4,3% entre 18 i 24, un 24,3% entre 25 i 44, un 14,3% de 45 a 60 i un 31,4% 65 anys o més.
L'edat mediana era de 43 anys. Per cada 100 dones de 18 o més anys hi havia 108 homes.
La renda mediana per habitatge era de 28.500 $ i la renda mediana per família de 30.833 $. Els homes tenien una renda mediana de 31.250 $ mentre que les dones 16.875 $. La renda per capita de la població era d'11.973 $. Entorn del 7,7% de les famílies i el 12,5% de la població estaven per davall del llindar de pobresa.

## Poblacions més properes
El següent diagrama mostra les poblacions més properes.